# Pico Almadén
El pico Almadén es un cerro situado en el parque natural de Sierra Mágina en la provincia de Jaén. Su altitud es de 2036 m s. n. m.

## Accesibilidad
Se encuentra unido al macizo principal de Mágina por el puerto de La Mata. Una carretera muy deteriorada sube hasta su cima desde Mancha Real, con una pendiente superior al 6 %. Esta carretera permite ascender a la estación de telecomunicaciones situada en su cima, la cual da cobertura a casi toda la provincia.